# Кришевич Дмитро Андрійович
Дмитро Андрійович Кришевич (1.11.1923, Житомирська область — 13.11.1998) — командир відділення 825-го стрілецького полку, сержант — на момент представлення до нагородження орденом Слави 1-го ступеня.

## Біографія
Народився 1 листопада  1923 року у селі Осички Радомишльського району Житомирської області. Українець. Закінчив 7 класів. Працював у колгоспі. З липня 1941 року по листопад 1943 року перебував на тимчасово окупованій території.
У листопаді 1943 року після звільнення району призваний у Червону Армію та направлений автоматником у 825-й стрілецький полк 302-ї стрілецької дивізії. Воював на 1-му Українському фронті. У складі 60-ї армії брав участь у визволенні правобережної України та Польщі у ході Житомирсько-Бердичівської, Рівне-Луцької, Проскурівсько-Чернівецької та Львівсько-Сандомирської операцій.
24 серпня 1944 року автоматник червоноармієць Кришевич, діючи попереду наступаючих підрозділів, перетнув залізничне полотно біля станції Грабіни, атакував бойову охорону противника у складі шести солдатів і гранатами знищив її.
Наказом командира 114-ї гвардійської стрілецької дивізії від 14 вересня 1944 року червоноармієць Кришевич нагороджений орденом Слави 3-го ступеня. Знову відзначився під час звільнення Сілезького промислового району.
У наступальних боях 4 лютого 1945 року сержант Кришевич на чолі стрілецького відділення першим увірвався зі своїми бійцями у населений пункт Лиски та зайняв два будинки. Відбиваючи контратаку переважаючих сил противника, відділення знищило дев'ять противників та захопило два кулемети. Кришевич у бою був поранений, але продовжував командувати відділенням і утримав позицію до підходу підкреплення.
Наказом по 60-й армії від 14 квітня 1945 року сержант Кришевич нагороджений орденом Слави 2-го ступеня.
Другим орденом Слави 2-го ступеня Д. А. Кришевич нагороджений 22 травня 1945 року будучи курсантом курсів молодших лейтенантів 60-й армії за те, що у ході боїв, показуючи мужність та відвагу, неодноразово діяв у складі десанту на танках, убив близько взводу супротивників, був двічі пораненим та контуженим.
Указом Президії Верховної Ради СРСР від 17 лютого 1970 року Кришевич Дмитро Андрійович був перенагороджений орденом Слави 1-го ступеня.
Війну закінчив у Чехословаччині. У квітні 1947 року старшина Кришевич демобілізований. Жив на батьківщині. Працював бригадиром будівельної бригади у колгоспі «Ленінський шлях».
Нагороджений орденами Вітчизняної війни 1-го ступеня, Слави 1-го, 2-го та 3-го ступеня, медалями.
Помер 13 листопада 1998 року.